# Фаласарна

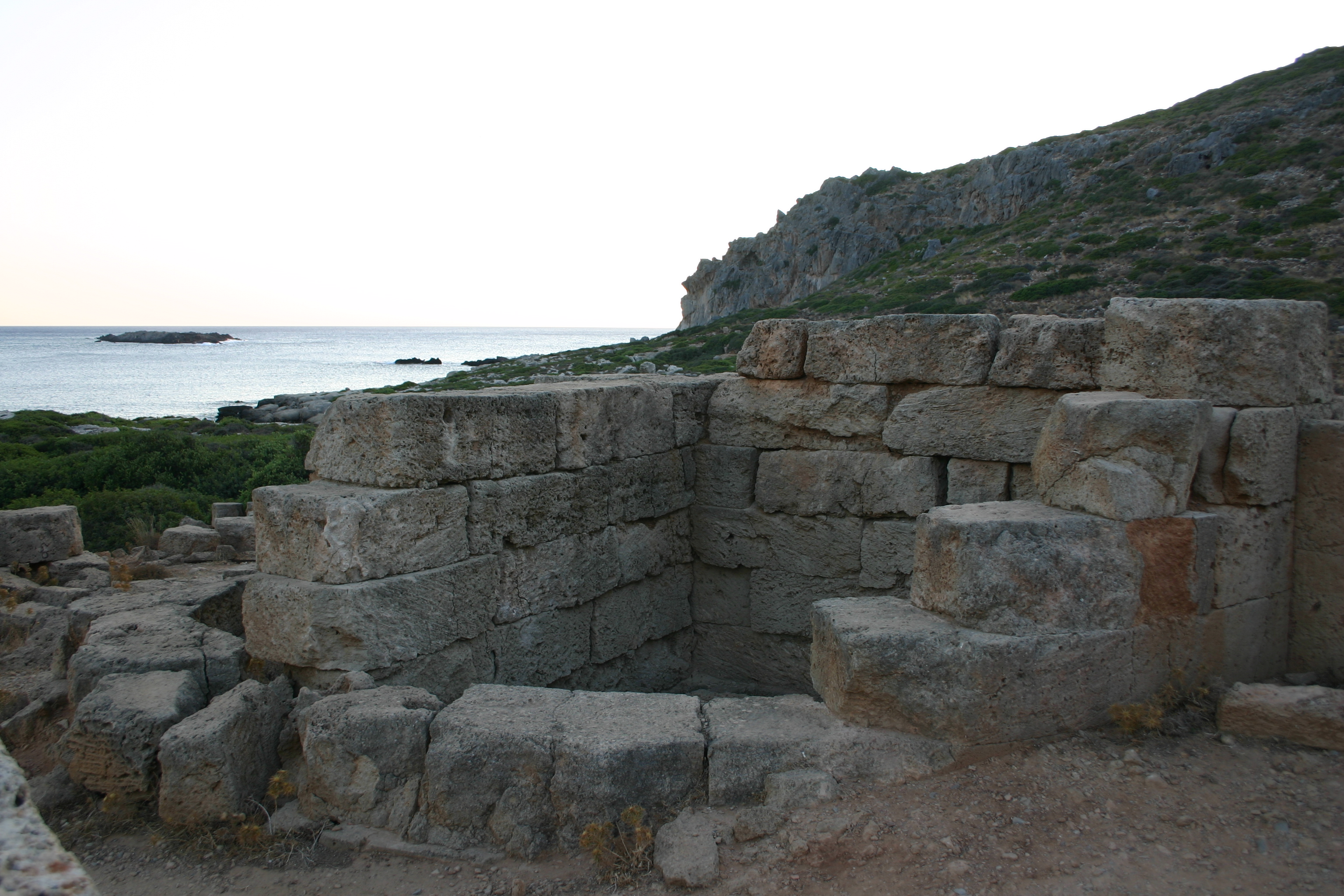
Круглые башни из песчаника, служившие защитой для гавани Фаласарны

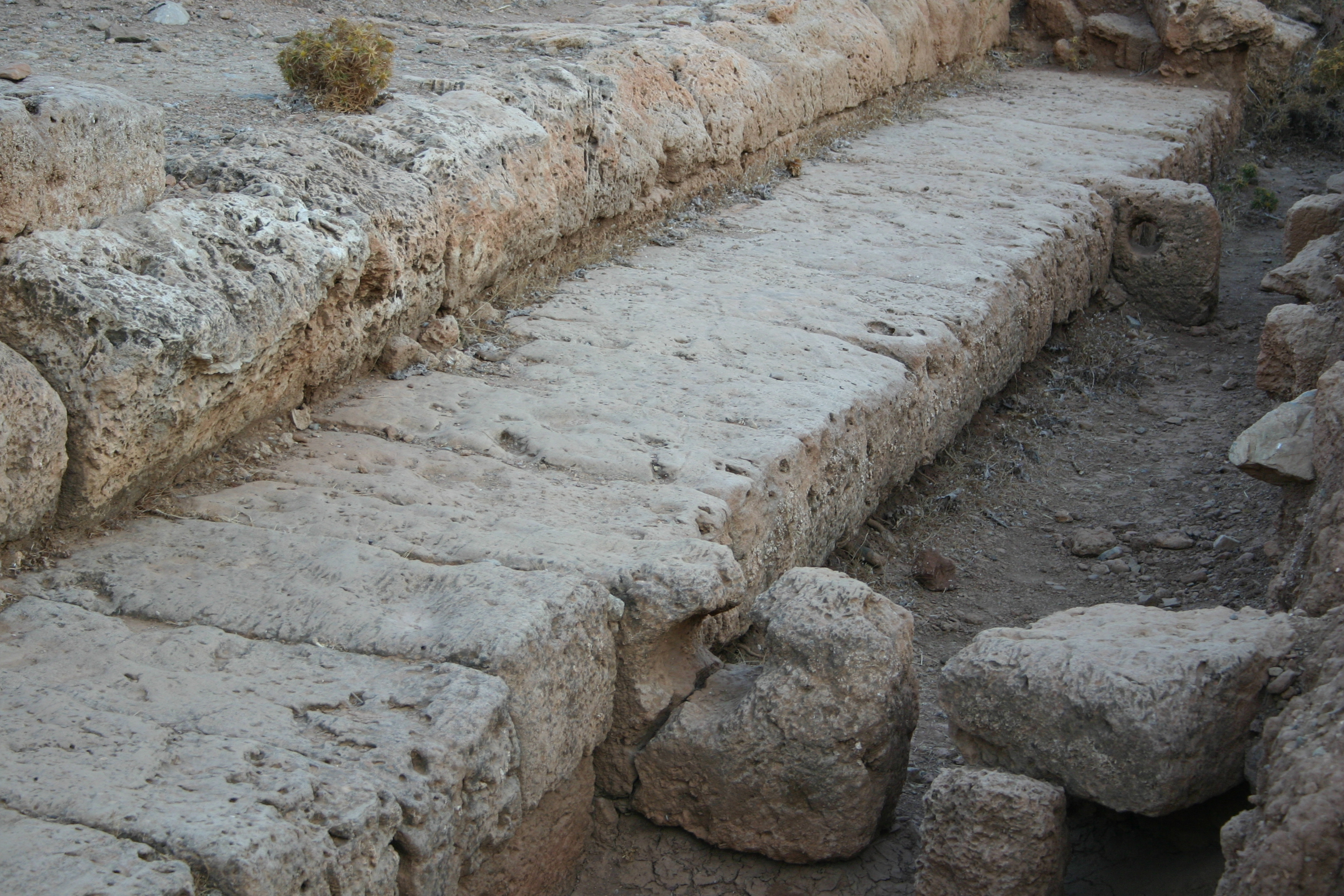
Элементы набережной и причальные камни из гавани Фаласарны

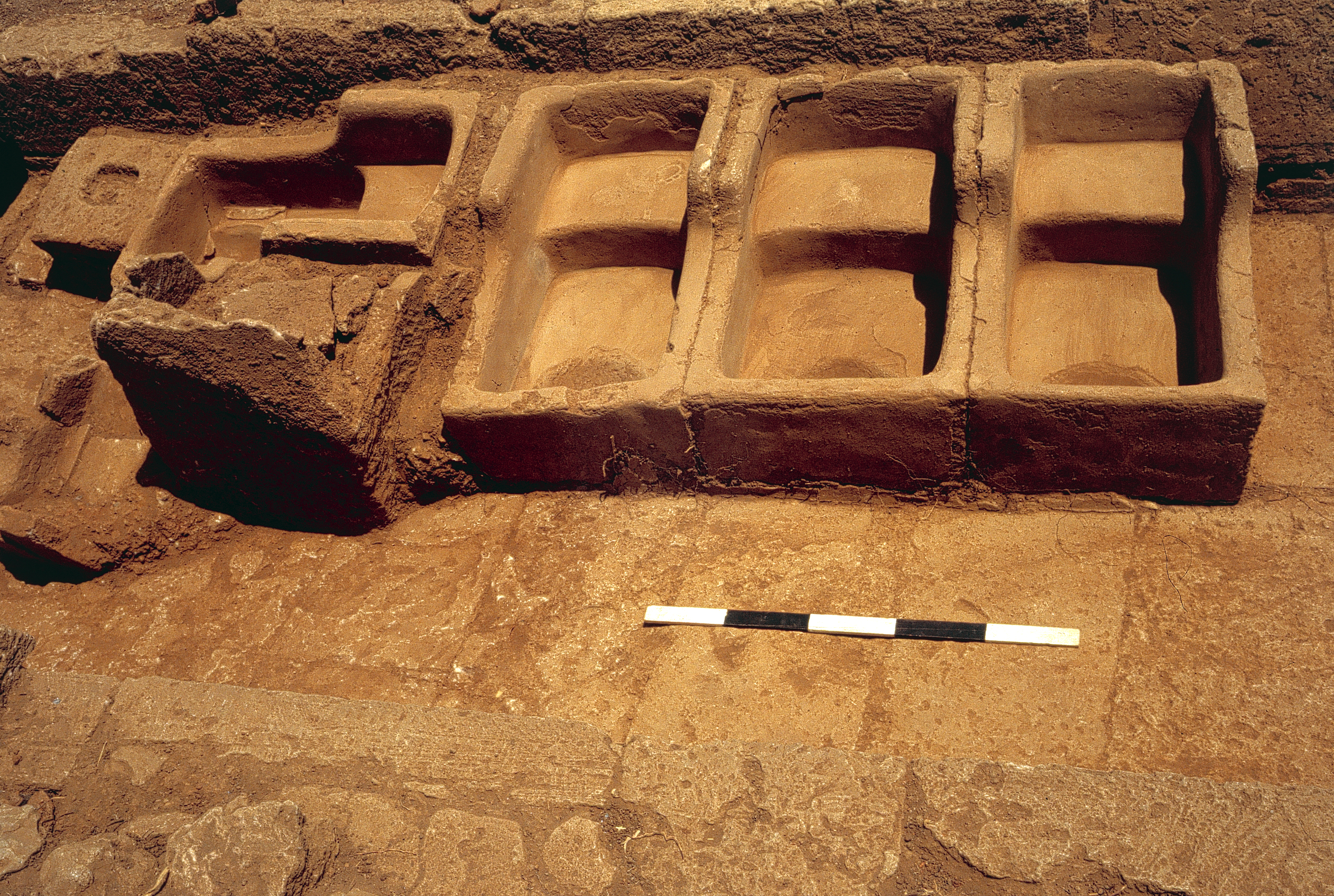
Бани эллинского периода, обнаруженные в результате раскопок в Фаласарне

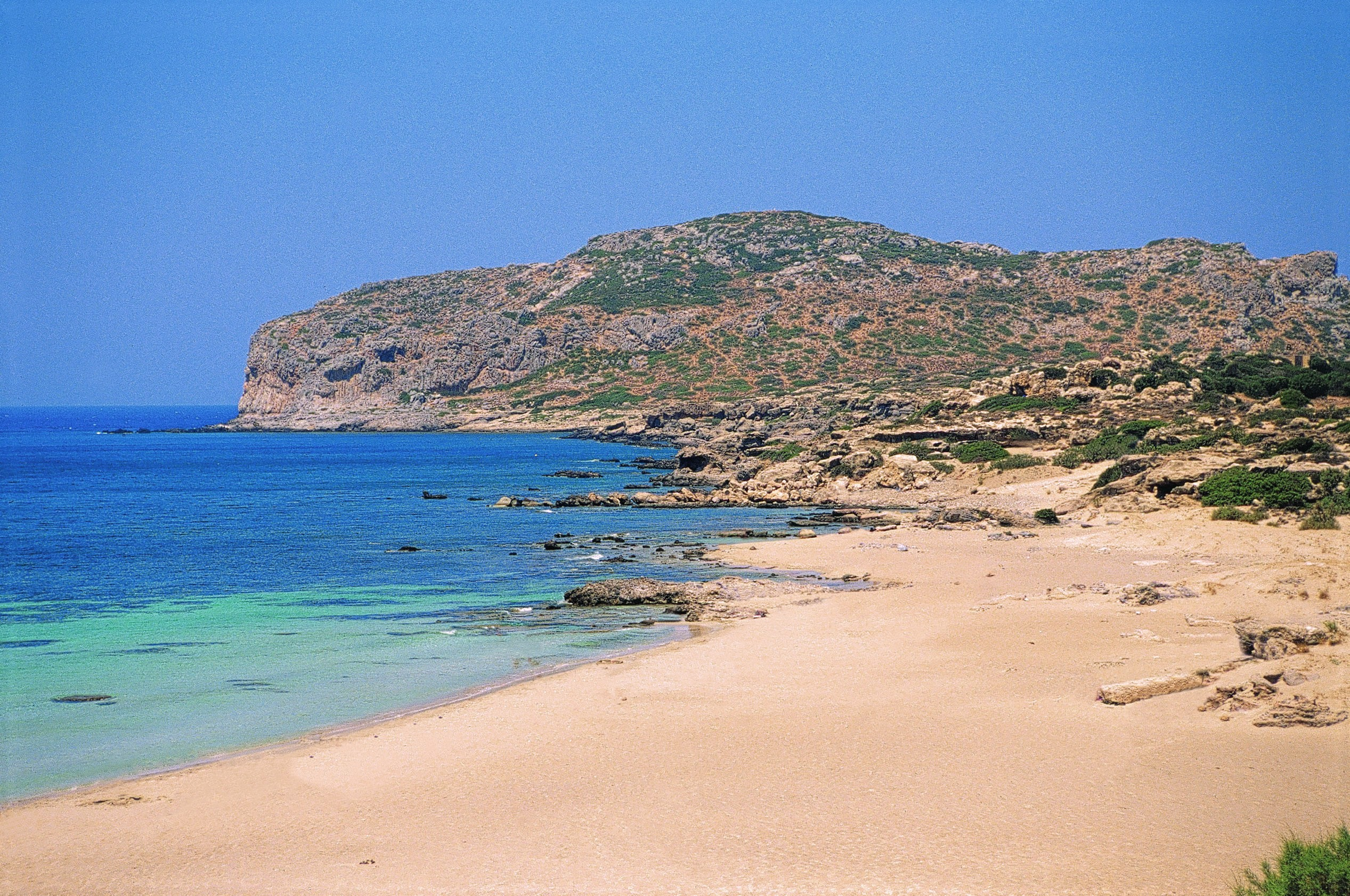
Пляж Фаласарны с акрополем на заднем плане

Фала́сарна (др.-греч. Φαλάσαρνα) — древний греческий полис, основанный на северо-западном побережье Крита. Сохранившиеся детали свидетельствуют, что город был основан около 333 года до н. э. Включал в себя несколько внушительных бастионов и башен. Стены и фортификационные сооружения тянулись на несколько сотен метров и были предназначены для защиты города. Кроме того, стены со всех сторон окружали и защищали гавань. Гавань была окружена каменной набережной, которая служила причалом. С морем гавань была соединена с помощью двух древних каналов. В районе гавани были обнаружены дороги, фонтаны, складские помещения, а также храмовые сооружения и бани. Большинство зданий и сооружений были раскопаны в 1986 году и позднее. Кроме всего прочего, в Фаласарне обнаружен акрополь. Он был построен на мысе, выдающемся в гавань на высоте около 90 метров. Множество фрагментов сохранилось, в частности, храм Диктинны. Также частично сохранились фортификационные и смотровые башни и их элементы. Все они были предназначены для защиты гавани.
Сейчас Фаласарна — сельскохозяйственный район и туристическая достопримечательность. В долине произрастают оливковые деревья, в теплицах возделываются томаты. Также здесь много домашних отелей и ресторанчиков. Морское побережье популярно как у жителей Ханья, так и у туристов из Греции и других мест.

## История
Фаласарна упоминается у античных авторов: Скилака, Страбона, Полибия, Тита Ливия, Плиния Старшего, Дионисия Каллифонтиса, а также у анонимного географа, который известен под именем Стадиасмум. Античные авторы обращали внимание на то, что древний порт был создан в лагуне, а затем окружён кольцом фортификационных сооружений — стен и башен. Фаласарна была морским городом, развитие порта привело к развитию самого города, за счёт него город богател. Город-государство Фаласарна обладала собственным сводом законов, чеканила свою монету. В военные периоды посылала военных советников и несколько тысяч наёмников для македонского царя Персея в его войне против римлян (Ливий).
В эллинистический период Фаласарна была вовлечена в два крупных конфликта с соседними городами-государствами. Первая война — с Полиринией началась из-за территориальных споров. Она началась в конце IV в. до н. э. и окончилась около 290 г. до н. э. Закончилась при посредничестве видного государственного деятеля Клеонимуса из Спарты. Мирный договор был написан на каменной табличке, которая в настоящее время находится в музее Киссамоса. Вторая война — с Кидонией началась около 184 г. до н. э., а конфликт был исчерпан интервенцией римлян (Полибий).
Город-государство прославилось своими успехами в мореплавании, об этом свидетельствуют сохранившиеся здания и памятники искусства. Договор с Полиринией даёт основания полагать, что в III веке до н. э. население Фаласарны занималось пиратством, это характерно для всех полисов Крита. В 69-67 годах до н. э. римляне послали войска для борьбы с пиратством в восточном Средиземноморье, штурмовали Фаласарну, заблокировав гавань мощной каменной кладкой, разрушили город и, возможно, уничтожили население. Никто из античных авторов не подтверждает этот факт, однако свидетельства о блокаде гавани и пожаре в городе подтверждены археологическими находками.
После разрушения местонахождение полиса было забыто, а название Фаласарна появляется лишь в венецианских хрониках в качестве «брошенного города». Заново город был открыт лишь в XIX веке британскими исследователями Робертом Пэшли и капитаном Спраттом. Спратт, представлявший Королевский военно-морской флот Великобритании, в 1859 году отмечал, что бывшая некогда здесь гавань тянется вглубь острова на 100 ярдов, а это свидетельство того, что в античности побережье поднялось минимум на 24 фута. Современные исследования подтвердили эту точку зрения. Также они подтвердили тот факт, что сразу же после римской агрессии часть побережья начала покрываться илом. Радиоуглеродный анализ ископаемых водорослей вдоль побережья подтвердил резкое изменение уровня моря предположительно 16 веков назад. Предположительной причиной этого стало «великое землетрясение» и цунами, датированные 21 июля 365 года, которое имело катастрофические последствия для побережья восточного Средиземноморья и было зарегистрировано древнеримским историком Аммианом Марцеллином и рядом других авторов. Также был сдвинут древний бассейн для рыб, наполовину разрушились скальные породы у входа в гавань неподалёку.

## Раскопки

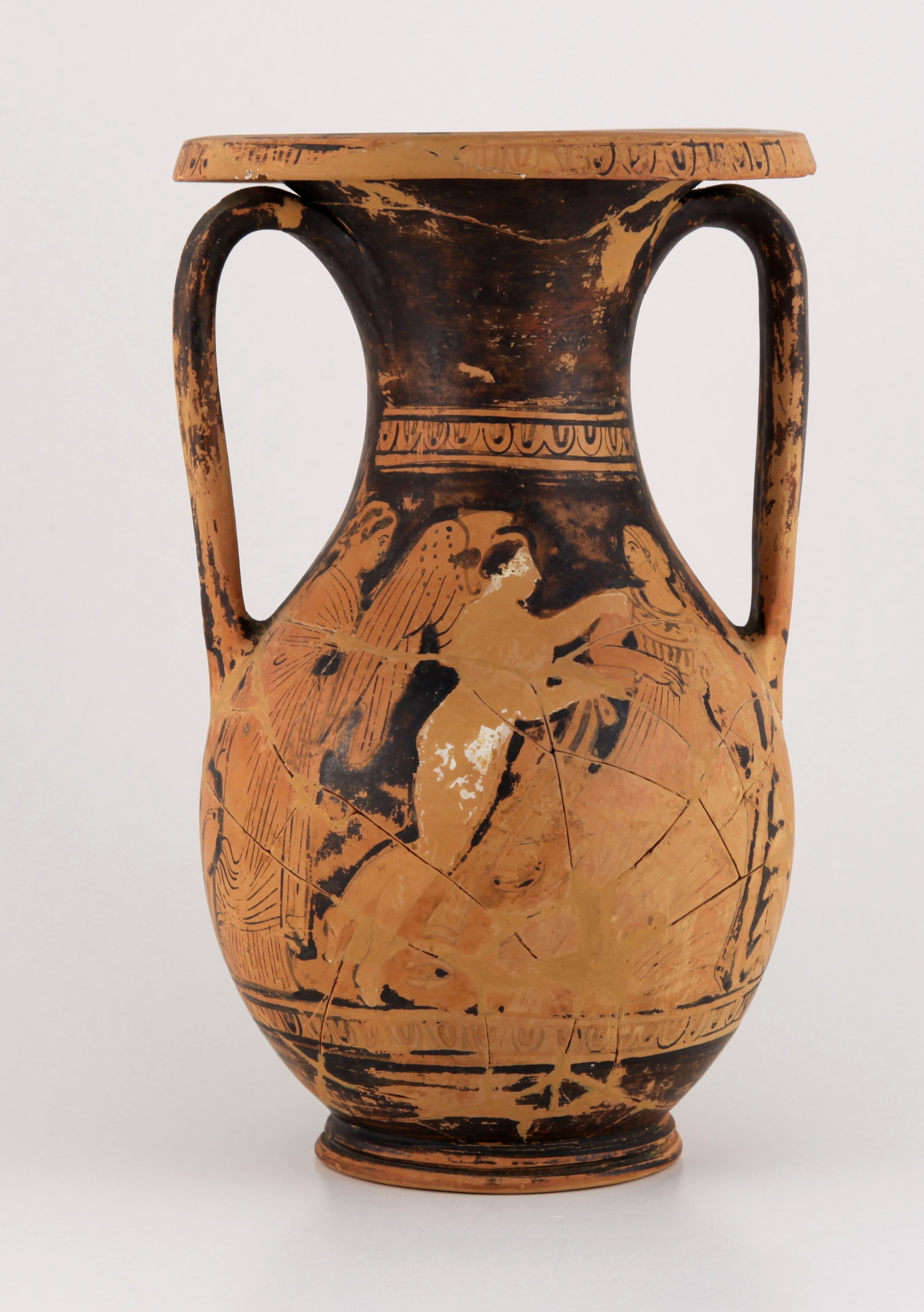
Пелика из Фаласарны, изображающая погоню Эроса за менадой. 330 год до н. э.

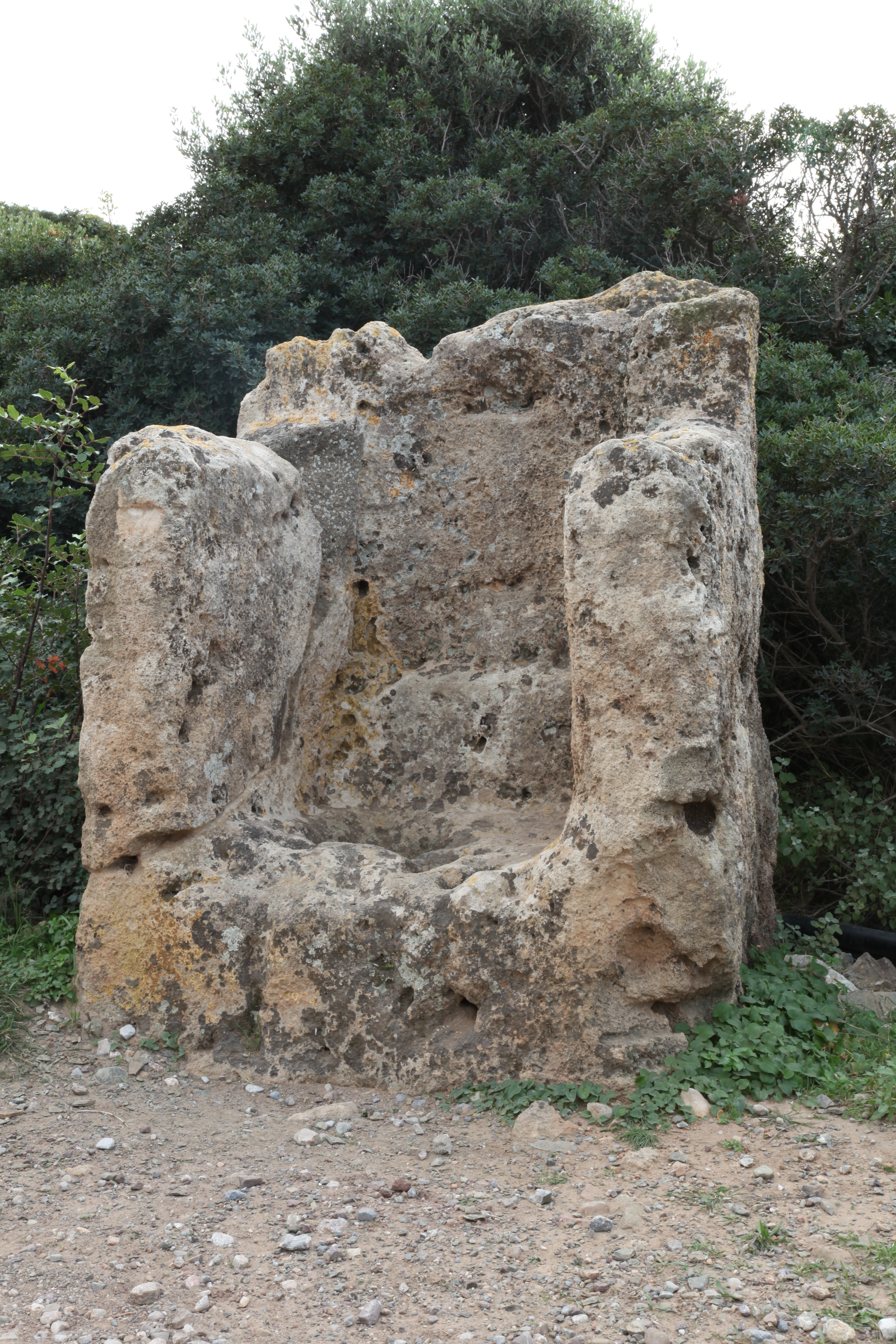
Древний трон из Фаласарны

Впервые раскопки были инициированы Департаментом по Античности Ханьи и начались в 1966 году под руководством доктора Янниса Цедакиса (англ. Yannis Tzedakis), затем были продолжены В.Ниниу-Киндели (англ. Vanna Niniou-Kindeli). Было раскопано около 70 захоронений, некоторые из которых представляли собой церемониальные пифосы, некоторые — полноценные гробницы. Ранние раскопки были очень важны для понимания того, в каком месте был расположен населённый центр полиса в VI в. до н. э. Затем была раскопана лишь небольшая часть захоронений, где были обнаружены прекрасно сохранившиеся артефакты, в том числе пелика (на фото справа). В некрополе также был раскопан вырезанный из камня трон, предположительно посвящённый финикийской богине Астарте.
В 1986 году начались новые раскопки, проводимые Э.Хаджидаки (англ. Elpida Hadjidaki, Министерство культуры и туризма Греции) и Ф.Фростом (англ. Frank Frost, Калифорнийский университет в Санта-Барбаре). Находки этого периода — это раскопки двух башен, фортификационных ворот, секций набережной вдоль гавани с двумя тумбами по краям, промышленного района, общественной дороги, складов, алтаря, а также резервуара для воды. Раскопки продолжаются.